# Hans Redl
Hans Redl, né le 19 janvier 1914 à Vienne où il est mort le 26 mai 1976, est un ancien joueur de tennis autrichien.

## Biographie
Il a participé à 10 éditions consécutives du tournoi de Wimbledon entre 1947 et 1956 et y a atteint les huitièmes de finale lors de sa première participation. Il perd contre le tête de série n°8, Bob Falkenburg.
En Coupe Davis, il joue un match sans enjeu avec l'équipe d'Autriche en 1937 puis après l'annexation de son pays par le régime nazi, il joue dans l'équipe du Reich en 1938 ensuite après la capitalisation, il réintègre sa première équipe de 1948 à 1955. Il totalise 8 victoires pour 22 défaites.
Pendant la guerre il combat avec les nazis et perd son bras gauche, ce qui ne l'empêche pas de continuer sa carrière après guerre.